# Maple Ridge (Colúmbia Britânica)

Localização de Maple Ridge no Distrito Regional de Metro Vancouver.

Maple Ridge é uma cidade na Colúmbia Britânica, localizada na seção nordeste da Grande Vancouver. População de Maple Ridge, em 2016 foi de 82.256 habitantes.